# Luis Galván
Luis Adolfo Galván (ur. 24 lutego 1948 w Fernández, Santiago del Estero, zm. 5 maja 2025 w Córdobie) – argentyński piłkarz grający na pozycji środkowego obrońcy.

## Kariera klubowa
Galván był wychowankiem klubu Talleres Córdoba, a w jego barwach zadebiutował w 1970 roku w rozgrywkach Primera División. W zespole tym grał aż przez 12 sezonów, jednak nie wywalczył z nim żadnego trofeum, ale w 1977 z Talleres został wicemistrzem fazy Nacional, w 1980 roku zajął 3. miejsce w fazie Metropolitano, a w latach 1976 i 1978 dochodził do półfinałów Nacional. W 1983 roku Galván odszedł z zespołu i najpierw grał w ligowym średniaku Loma Negra Olavarría, następnie w miejscowym rywalu Talleres, Belgrano Córdoba, a potem w Central Norte Salta. W 1986 roku Luis wyjechał do Boliwii i grał w tamtejszym Club Bolívar. Grał tam jednak tylko przez półtora roku i latem 1987 wrócił do ojczyzny, do swojego macierzystego klubu Talleres. W 1988 roku Galván wrócił do rodzinnej miejscowości Fernández i przez sezon grał w tamtejszym klubie Sportivo. Ostatnim przystankiem w karierze był prowincjonalny zespół Talleres de Jesus Maria, a w 1989 roku Luis zakończył karierę w wieku 41 lat.

## Kariera reprezentacyjna
W reprezentacji Argentyny Luis Galván zadebiutował w 1975 roku. W 1978 roku został powołany przez selekcjonera Césara Luisa Menottiego do kadry reprezentacji Argentyny na mistrzostwa świata, których gospodarzem była Argentyna. Zagrał tam we wszystkich 7 meczach w pełnym wymiarze czasowym i był podporą obrony swojej drużyny. Wystąpił także w wygranym 3−1 po dogrywce meczu finałowym z reprezentacją Holandii i został z kolegami mistrzem świata.
W 1982 roku Luis Galván ponownie znalazł się w kadrze "Albicelestes" na mistrzostwa świata, tym razem był to mundial w Hiszpanii. Tam, podobnie jak 4 lata wcześniej, był podstawowym zawodnikiem reprezentacji i zagrał we wszystkich meczach, jednak reprezentacja Argentyny nie obroniła mistrzostwa i odpadła już po drugiej rundzie przegrywając 1−2 z reprezentacją Włoch oraz 1−3 z reprezentacją Brazylii. Po tym turnieju Luis Galván zakończył reprezentacyjną karierę. W reprezentacji przez 8 lat wystąpił łącznie w 34 meczach.